# Військове поховання

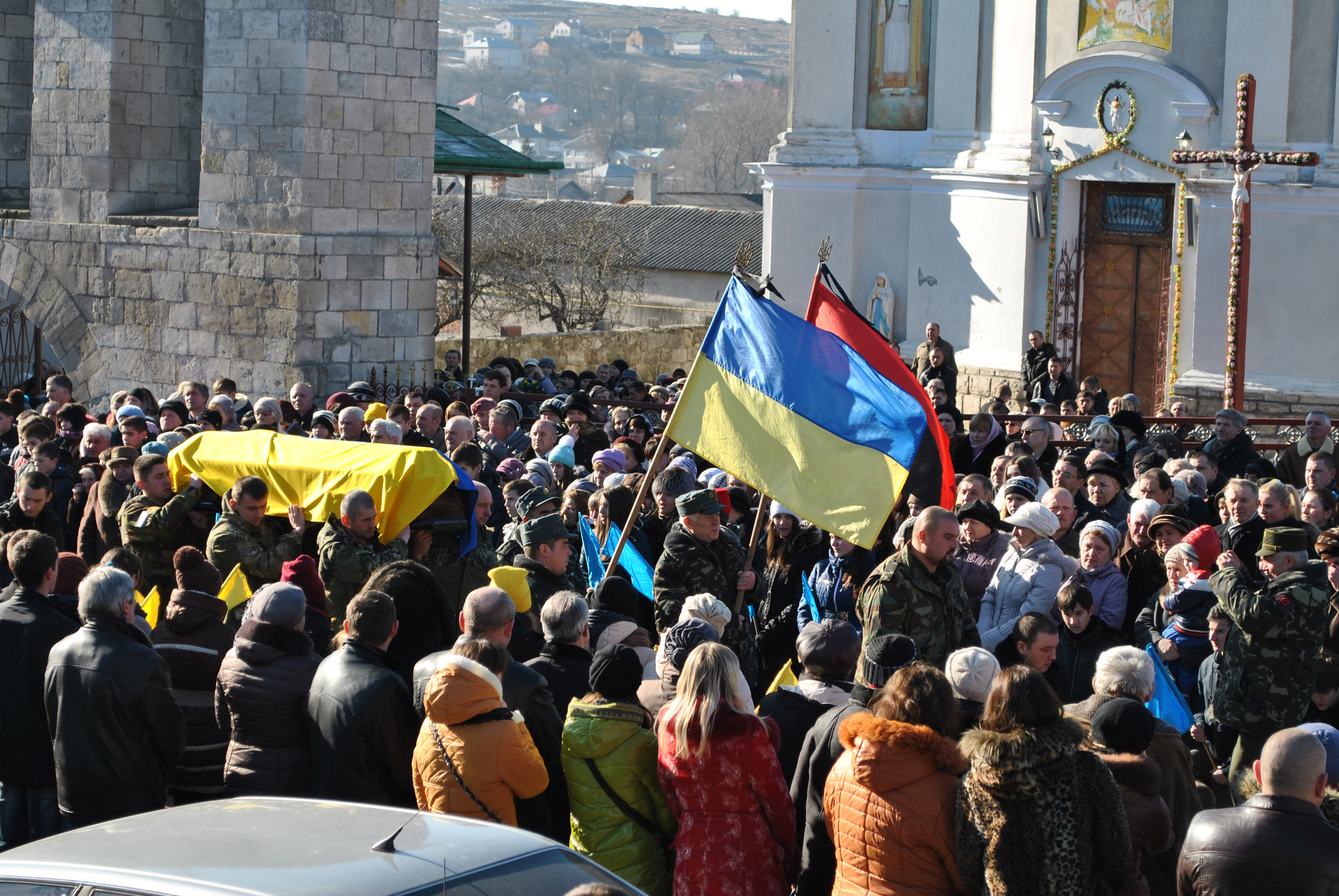
Поховання Тараса Михальського

Військове поховання — поховальний церемоніал загиблого військовослужбовця чи ветерана Збройних сил, іноді й інших силових структур, забезпечений відповідними органами державної влади, органами місцевого самоврядування, чи посадових осіб у межах своїх повноважень. Визначається законодавством конкретної країни.
В Україні за організацію військового поховального ритуалу відповідальний начальник гарнізону за місцем проведення поховання (перепоховання) або керівник територіального центру комплектування та соціальної підтримки у разі проведення поховання (перепоховання) у населеному пункті, який не входить до гарнізону.
20 січня 2021 року Кабінет Міністрів України прийняв розпорядження розпочати створення Національного військового меморіального кладовища у 2021 році, яке триватиме до 2025 року.
3 березня 2021 року Верховна Рада України прийняла за основу законопроєкт про створення Національного військового меморіального кладовища для поховання військових та борців за незалежність.

## Загальні положення

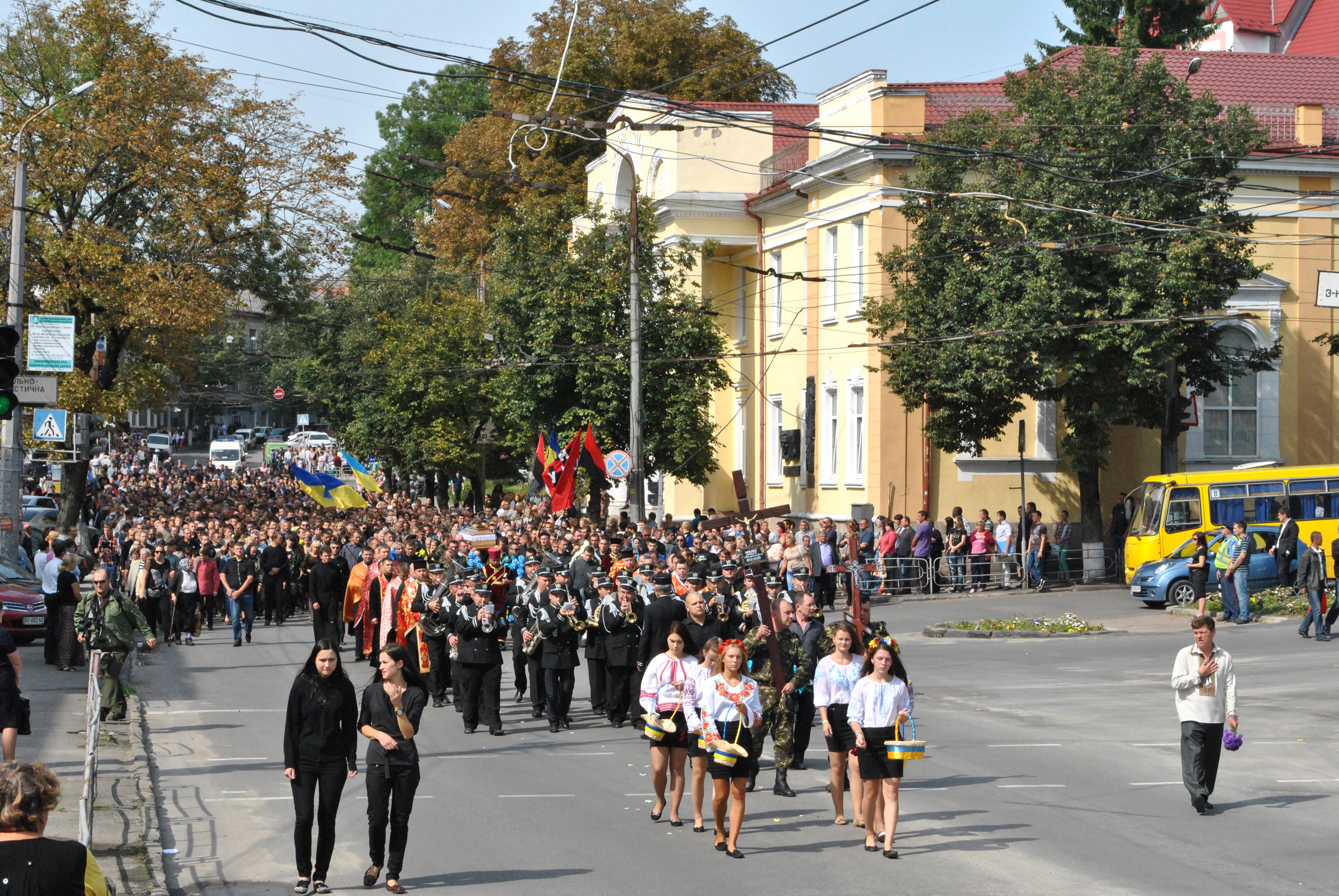
Поховання Андрія Юркевича

Уповноважені органи чи особи зобов'язані забезпечити:
- організацію і проведення поховань загиблих або померлих;
- надання ритуальних послуг;
- забезпечення належного ставлення до тіла (останків, праху) померлого;
- забезпечення права громадян на захоронення їхнього тіла відповідно до їх волевиявлення, якщо таке є;
- створення та експлуатацію об'єктів, призначених для поховання, утримання і збереження місць поховань[4].

## Церемоніал
Військовий поховальний ритуал може здійснюватися за загальною або спеціальною церемонією.
Військовий поховальний ритуал за загальною церемонією включає організацію проведення прощання, транспортування та поховання (кремації) тіла загиблого (померлого) військовослужбовця чи іншої особи і здійснюється при похованні осіб:
1. військовослужбовців, які померли (загинули) під час виконання обов'язків військової служби (проходження служби);
2. померлих або загиблих учасників бойових дій, які захищали незалежність, суверенітет, територіальну цілісність України і брали безпосередню участь в антитерористичній операції, забезпеченні її проведення, перебуваючи безпосередньо в районах антитерористичної операції у період її проведення, у здійсненні заходів із забезпечення національної безпеки і оборони, відсічі і стримування збройної агресії Російської Федерації у Донецькій та Луганській областях, забезпеченні їх здійснення, перебуваючи безпосередньо в районах та у період здійснення зазначених заходів;
3. осіб з інвалідністю внаслідок війни, визначених пунктами 1, 11—14 частини другої статті 7 Закону України «Про статус ветеранів війни, гарантії їх соціального захисту»;
4. військовослужбовців Збройних Сил України, Служби безпеки України, Служби зовнішньої розвідки України, інших утворених відповідно до законів України військових формувань, які за рішенням відповідних державних органів були направлені для участі в міжнародних операціях з підтримання миру і безпеки або у відрядження в держави, де в цей період велися бойові дії;
5. борців за незалежність України у XX столітті, визначених пунктами 1—14 статті 1 Закону України «Про правовий статус та вшанування пам'яті борців за незалежність України у XX столітті»;
6. померлих вищих та старших офіцерів, звільнених з військової служби з правом носіння військової форми одягу, ветеранів війни та військової служби, які проходили військову службу у Збройних Силах України, Службі зовнішньої розвідки України, Службі безпеки України, Державній службі спеціального зв'язку та захисту інформації України, Національній гвардії України, Державній прикордонній службі України, Управлінні державної охорони України, інших утворених відповідно до законів України військових формуваннях, органах спеціального призначення з правоохоронними функціями.

Військовий поховальний ритуал за спеціальною церемонією включає організацію проведення вшанування, прощання, транспортування та поховання (кремації) тіла загиблого (померлого) військовослужбовця чи іншої особи.
Військовий поховальний ритуал за спеціальною церемонією здійснюється у разі поховання військовослужбовців, які померли (загинули) під час захисту ними незалежності та територіальної цілісності України; осіб, визначених пунктами 1—5, яким присвоєно звання Героя України; пунктами 1—5, нагороджених орденами Богдана Хмельницького трьох ступенів або орденами «За мужність» трьох ступенів.
Ритуал умовно розділено на військову та релігійну частини. Остання може проводитися під час прощання за згодою родичів чи інших близьких осіб.

Пам'ять (сигнал № 1 для віддання військових почестей)

Шана (сигнал № 2 для віддання військових почестей)

До складу почту для проведення військового поховального ритуалу входять:
- керівник почту;
- розпорядник;
- сурмач і барабанщик (військовий оркестр);
- почесна варта (до 30 військовослужбовців);
- поховальна група (до 8 військовослужбовців);
- салютне відділення (до 6 військовослужбовців);
- прапороносна група з Державним Прапором України з жалобною стрічкою;
- прапороносна група з прапором Збройних Сил України (іншого військового формування, державного органу).

Труну традиційно несуть побратими вояка.
Після закінчення прощання особовий склад поховальної групи накриває труну віком та покриває її Державним Прапором України. Під час винесення труни з тілом з місця прощання до катафалка керівник почту, не змінюючи свого місця в строю, подає команду «СТРУНКО», прикладає руку до головного убору. Сурмач і барабанщик виконують сигнал № 1 для віддання військових почестей «Пам'ять» (додаток 1 до Порядку проведення військового поховального ритуалу).
Поховальна група знімає з труни Державний Прапор України та розгортає його над нею.
Салютна команда салютує трьома залпами холостими патронами. З першим залпом салюту барабанщик та сурмач виконують сигнал № 2 для віддання військових почестей «Шана» (додаток 4 до Порядку проведення військового поховального ритуалу).
Поховальна група складає Державний Прапор України. Керівник почту приймає Державний Прапор України. Керівник почту підходить до родича чи іншої близької особи та вручає Державний Прапор України зі словами:
«Від імені Президента України — Верховного Головнокомандувача Збройних Сил України прошу прийняти цей прапор як символ держави, якій вірно і до кінця служив Ваш чоловік (дружина/син/донька/брат/сестра/батько/мати/рідний)».